# 中国国民党山西省党部
中国国民党山西省党部是中国国民党在山西省的省级组织。1945年有58413名党员。

## 历史
| 1923      | 联俄容共                 |
| 1924      | 第一次全国代表大会       |
| 1925      |                          |
| 1926      | 成立山西省党部           |
| 1926      | 召开山西省第一次代表大会 |
| 1927      | 北伐军占领太原           |
| 1927      | 清党                     |
| 1928      | 整理党务                 |
| 1929–1930 |                          |
| 1931      | 党部被捣毁，迁往北平     |
| 1932–1936 |                          |
| 1937      | 日军占领太原             |
| 1938–1944 |                          |
| 1945      | 日本投降                 |
| 1946      |                          |
| 1947      | 与三青团合并             |
| 1948      |                          |
| 1949      | 解放军占领太原           |

中国国民党第一次全国代表大会召开后，山西代表开始秘密筹建省党部。1926年5月，山西省党部成立。12月，产生9名执行委员。1928年，改组为“党务指导委员会”。1929年9月，成立第二届执行委员会。
1930年，阎锡山和冯玉祥发动中原大战，下令关闭山西省党部，山西省党部迁至天津租界。阎锡山失败后，省党部又重返太原，并于1931年成立第三届执行委员会。九一八事变后，山西省党部镇压罢课游行、要求抗日的学生，12月18日，枪杀太原进山中学学生穆光政。山西民众捣毁了山西省党部，阎锡山也借机拘捕省党部工作人员，使得省党部迁往北平办公。
1938年底，阎锡山为争取蒋介石援助，同意恢复山西省党部。但国民党中央仍谨慎行事，任趙戴文为主委拉拢阎锡山，办公地点则设于陝西省宜川县秋林镇。1945年8月，迁回太原。1947年9月，与三青团合并。
1949年4月24日，中国人民解放军占领太原。